# ميلتون ألفاريز
ميلتون ألفاريز (بالإسبانية: Milton Álvarez) هو لاعب كرة قدم أرجنتيني في مركز حراسة المرمى، ولد في 1989 في مونرو في الأرجنتين. لعب مع إنديبندينتي.

## وصلات خارجية
- ميلتون ألفاريز على موقع قاعدة بيانات كرة القدم.إي يو (الإنجليزية)
- ميلتون ألفاريز على موقع Soccerway.com (الإنجليزية)